# Microrhopias quixensis
Microrhopias quixensis là một loài chim trong họ Thamnophilidae.